# Gammel Estrup
Gammel Estrup er en herregård i Fausing Sogn, Sønderhald Herred, Norddjurs Kommune. Allerede i 1340 nævnes en borg ved navnet Essendrup. Den blev senere ødelagt og genopbygget. I begyndelsen af 1600-tallet under renæssancen blev der udført en omfattende ombygning, som for et stor dels vedkommende er bygningens nuværende udseende.
Hovedbygningen rummer i dag Gammel Estrup, Danmarks Herregårdsmuseum, som er en selvejende institution, mens resten af bygningsmassen er hjemsted for det statsejede Det Grønne Museum.

## Historie

### Ældste historie
Gammel Estrup nævnes første gang i 1340 som en borg kaldet Essendrup, men den blev ødelagt i 1359. Der er ved arkæologiske udgravninger konstateret bygningsrester fra 1300-tallet, men de ældste dele af den nuværende bygning stammer fra ca. 1490. Bygherren var den stridbare Lave Brock, der nok havde brug for en fæstning i sine kampe med sine rivaler, slægten Rosenkrantz på Bjørnholm (i dag Høegholm). Gammel Estrup var en såkaldt vandborg, hvor voldgravens vande gik helt ind til husets sokkel. Bygningen stod antagelig som et firefløjet anlæg, hvor adgangen skete via en port i nordfløjen. Vestfløjen havde på gårdsiden en pragtfacade med spidsbuede vinduer, hvis omrids stadig står tydelige i murværket i dag.

### Renæssancegården
Som Gammel Estrup fremtæder i dag, er den især resultatet af den ombygning, som Lave Brocks oldesøn Eske Brock lod foretage i årene efter 1616. I det år afkøbte han sine medarvingers anparter i gården og blev eneejer. Han lod vestfløjen ombygge ved en Mathias Bygmester, som forinden havde bygget nyt tårn og våbenhus på Auning Kirke. Måske var Eske Brock så tilfreds med resultatet her, at han lod bygmesteren fortsætte i samme stil ved arbejderne på Gammel Estrup. I al fald får det nye porttårn på Gammel Estrup også den noget gammeldags gotiske kamtakkede gavl med blændinger. De nye stor vinduer, som udhuggedes i murene er dog typiske renæssancevinduer med kurvehanksbuede spejl.

### Museum
Ved det første arveskifte efter at lensafløsningen blev gennemført i 1919, blev det klart, at man ikke kunne bevare herregården i slægtens eje. Den sidste greve Scheel efterlod ved sin død 1926 11 børn, der alle skulle have en del af arven. Efter 600 år i slægtens eje måtte den udbyde gården til salg. Hovedbygningens inventar blev til dels delt blandt børnene, men hovedparten solgtes på to auktioner. I første omgang solgtes gården og godset til godsejer Frederik Legarth, som dog valgte at bosætte sig i den gamle forvalterbolig i avlsgården. Den tomme hovedbygning med parken solgte han 1928 til den sidste greves svigersøn, godsejer Valdemar Uttental til Løvenholm. Hans plan var at indrette den gamle hovedbygningen til et museum, der skulle afspejle herregårdskulturen til forskellige tider. Ved kongelig konfirmation af 29. januar 1930 oprettedes den selvejende institution Gammel Estrup, Jyllands Herregårdsmuseum, som siden har haft til huse i bygningen. Fra 2018 under navnet Gammel Estrup, Danmarks Herregårdsmuseum.
Gammel Estrup Gods er på 66 hektar. Avlsgården er på 187 hektar.

## Ejere af Gammel Estrup
- (1340-1355) Anders Jensen
- (1355-1372) Johanne Brock gift Jensen (enke)
- (1372-1408) Jens Andersen Brock (søn)
- (1408-1441) Eske Jensen Brock (søn)
- (1441-1505) Lave Eskesen Brock (søn)
- (1505-1529) Kirsten Pedersdatter Høg gift (1) Brock (2) Lykke (enke)
- (1529-1534) Niels Lavesen Brock (søn)
- (1534-1544) Jytte Podebusk gift (1) Brock (2) Gyldenstierne (enke)
- (1544-1565) Lave Nielsen Brock (søn)
- (1565-1580) Margrethe Eskesdatter Bille gift Brock (enke)
- (1580-1625) Eske Brock (søn)
- (1625) Jytte Eskesdatter Brock gift Skeel (datter)
- (1625-1631) Jørgen Skeel (ægtemand)
- (1631-1688) Christen (Jørgensen) Skeel "den rige" (søn)
- (1688-1695) Jørgen (Christensen) Skeel (søn)
- (1695-1731) Christen (Jørgensen) Skeel (søn)
- (1731-1786) Jørgen (Christensen) greve Scheel (søn)
- (1786-1825) Jørgen Christensen greve Scheel (sønnesøn)
- (1825-1844) Christen (Jørgensen) greve Scheel (søn)
- (1844-1855) Christiane Pind gift Scheel (enke)
- (1855-1889) Jørgen (Christensen) greve Scheel (søn)
- (1889-1918) Christiane Munck gift Scheel (enke)
- (1918-1926) Christen (Jørgensen) greve Scheel (søn)
- (1926-1928) Frederik Legarth (slottet + vestre skov del)
- (1926-1927) Christen (Jørgensen) greve Scheels dødsbo (østre skov del)
- (1927-1928) Valdemar Uttental (østre skov del)
- (1928-1930) Valdemar Uttental (slottet + alt skoven)
- (1930-) D. S. I. Jyllands Herregårdsmuseum (slottet)
- (1930-1937) Frederik Legarth (avlsgården)
- (1937-1942) Iskov (avlsgården)
- (1942-1946) J.L. Meulengracht (avlsgården)
- (1946-1950) Einar Hansen (avlsgården)
- (1950) Hansen / Andersen (avlsgården)
- (1950-1957) Th. Nielsen (avlsgården)
- (1957-1970) E. Holck Gregersen (avlsgården)
- (1970-1985) Sønderhald Kommune (avlsgården)
- (1985-1995) Karien Dinesen (avlsgården)
- (1995-) Jørgen Mahler (avlsgården)

## Galleri
- Våbentavle fra 1859 på trappetårn i borggården med våbenskjoldet for greve Jørgen Scheel.
- Gammel Estrup set fra nordvest.
- Gammel Estrup set fra parken mod nord.
- Borggården. På vestfløjen ses tydelige spor efter de gotiske spidsbuede vinduer.
- Orangerier i parken nord for hovedbygningen.
- Vestfløjen med Eske Brocks porttårn fra 1616.
- Gammel Estrup set fra sydøst.